# John Compton (Fußballspieler)
John Frederick Compton (* 27. August 1937 in Poplar, London) ist ein ehemaliger englischer Fußballspieler. Er war zu Beginn der 1960er-Jahre Teil von Ipswich Town, das als Aufsteiger überraschend den englischen Titel 1962 unter dem späteren Weltmeistertrainer Alf Ramsey gewann. Er absolvierte dabei auf der linken Abwehrseite 39 von 42 Ligapartien.

## Werdegang
Compton wurde als ältestes von fünf Kindern im Osten Londons geboren. Sein Vater war bereits Amateurspieler beim nahegelegenen FC Millwall gewesen und sein Sohn versuchte sich zunächst beim Probespielen für Charlton Athletic, bevor es ihn letztlich im Alter von 16 Jahren zum FC Chelsea verschlug. Während der Meistersaison 1954/55 stieg er im Februar 1955 in den Profikader auf, aber zu seinem Debüt in einem Erstligaspiel kam er erst am 28. April 1956 gegen den FC Blackpool. Auch in den folgenden Jahren blieb der sportliche Durchbruch aus und so wechselte er im Juni 1960 für die Ablösesumme von 4.000 Pfund zum Zweitligisten Ipswich Town. Dort missglückte zwar sein Einstand am 5. November 1960 bei der 2:3-Niederlage gegen Luton Town, aber am Ende der Spielzeit 1960/61 war dem Klub der Aufstieg in die erste Liga gelungen. Compton galt eigentlich nur als Ergänzungsspieler, jedoch stieg er im folgenden Jahr plötzlich in die Stammformation auf. Verantwortlich dafür waren die Verletzungsprobleme des etatmäßigen Linksverteidigers Ken Malcolm, der an Ischiasbeschwerden litt und nach drei absolvierten Partien seinen Platz räumen musste. Compton, der eigentlich linker Außenläufer war, erhielt von Trainer Alf Ramsey das Vertrauen als Malcolms Vertreter und nachdem Ipswich bis dahin nur einen Punkt gesammelt hatte, wurde das vierte Spiel mit 6:2 gegen das damalige Spitzenteam FC Burnley gewonnen. Compton verpasste keines der restlichen Ligaspiele und am Ende gewann Ipswich überraschend als Aufsteiger die englische Meisterschaft. Anschließend ging es sportlich bergab und zwei Jahre später stieg Compton mit seinen Mannen als Tabellenletzter wieder in die zweite Liga ab.
Unmittelbar darauf verließ er im Sommer 1964 den Klub und beim Drittligisten Bournemouth & Boscombe Athletic ließ Compton seine Laufbahn zur Mitte der 1960er-Jahre ausklingen.

## Titel/Auszeichnungen
- Englische Meisterschaft (1): 1962